# برج شالوم مائير
برج شالوم مائير (بالعبرية: מגדל שלום מאיר مغدال شالوم مائير)، ويعرف أيضًا برج شالوم (بالعبرية: מגדל שלום مغدال شالوم). هو برج للمكاتب يقع في نهاية شارع هرتزل في مدينة تل أبيب الإسرائيلية. افتتح في عام 1965، ويشتهر بكونه ناطحة السحاب الأولى في إسرائيل.

## تاريخ
تمّ بناء برج السلام والتي تعني حرفياً الكلمة (بالعبرية: שלום) (شالوم) من قبل الإخوة مائير على اسم والدهما «شالوم مائير» تمّ تصميمه من قبل المهندس المعماري الإسرائيلي إسحاق بيرلستين (شقيق مائير مردخاي)، استمر بنائه ستة سنوات من عام 1959م حتى عام 1965م.
تمّ بناءه على أنقاض مبنى «المدرسة الثانوية هرتسليا» أحد المباني الرائعة الفريدة من نوعها في الأيام الأولى من تل أبيب في نهاية شارع هرتسل. وكان الشارع الرئيسي في المدينة. أثار هدم هذا المبنى التاريخي حركة حفظ للمناطق الحضرية وأدى ذلك بشكل غير مباشر إلى إنشاء مجلس للحفاظ على المباني والمواقع. على مدى سنوات مكثفة من الانتقادات ويرجع ذلك أساساً إلى موقع البرج في وسط المدينة التاريخية من تل أبيب.
نالَ البرج لقب أطول برج في الشرق الأوسط لمدة 14 سنة، وفي إسرائيل حوالي مدة 34 سنة، حتى أفتتحت أبراج عزرائيلي عام 1999م.

## معرض الصور

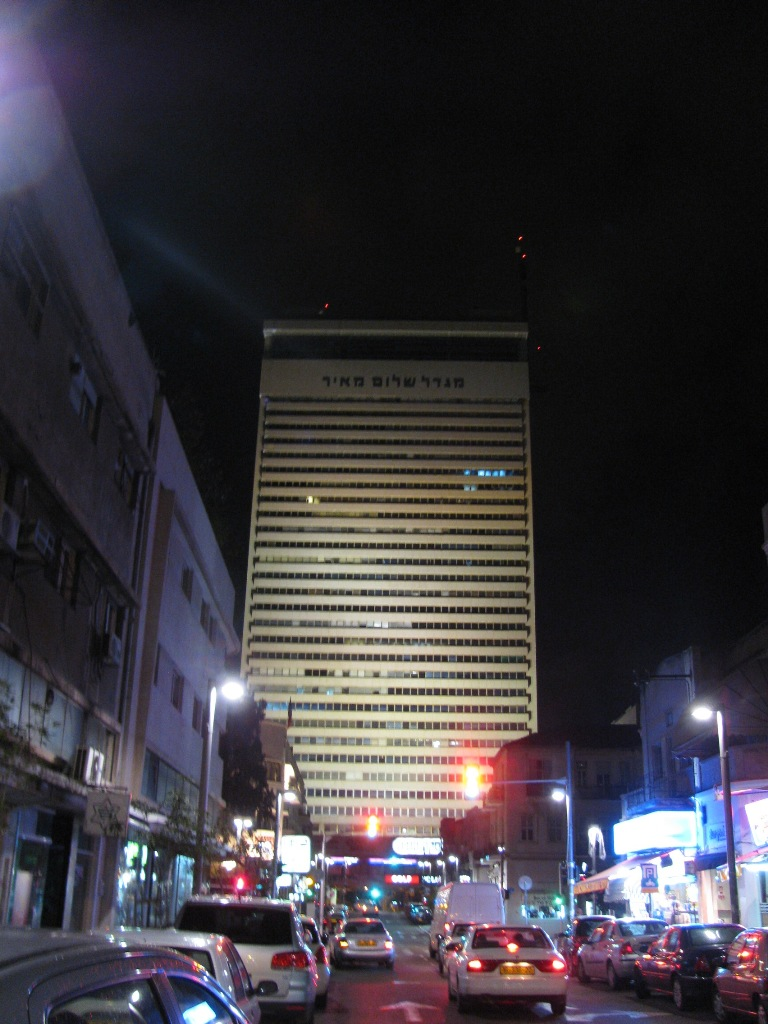
البرج كما يبدو ليلاً.
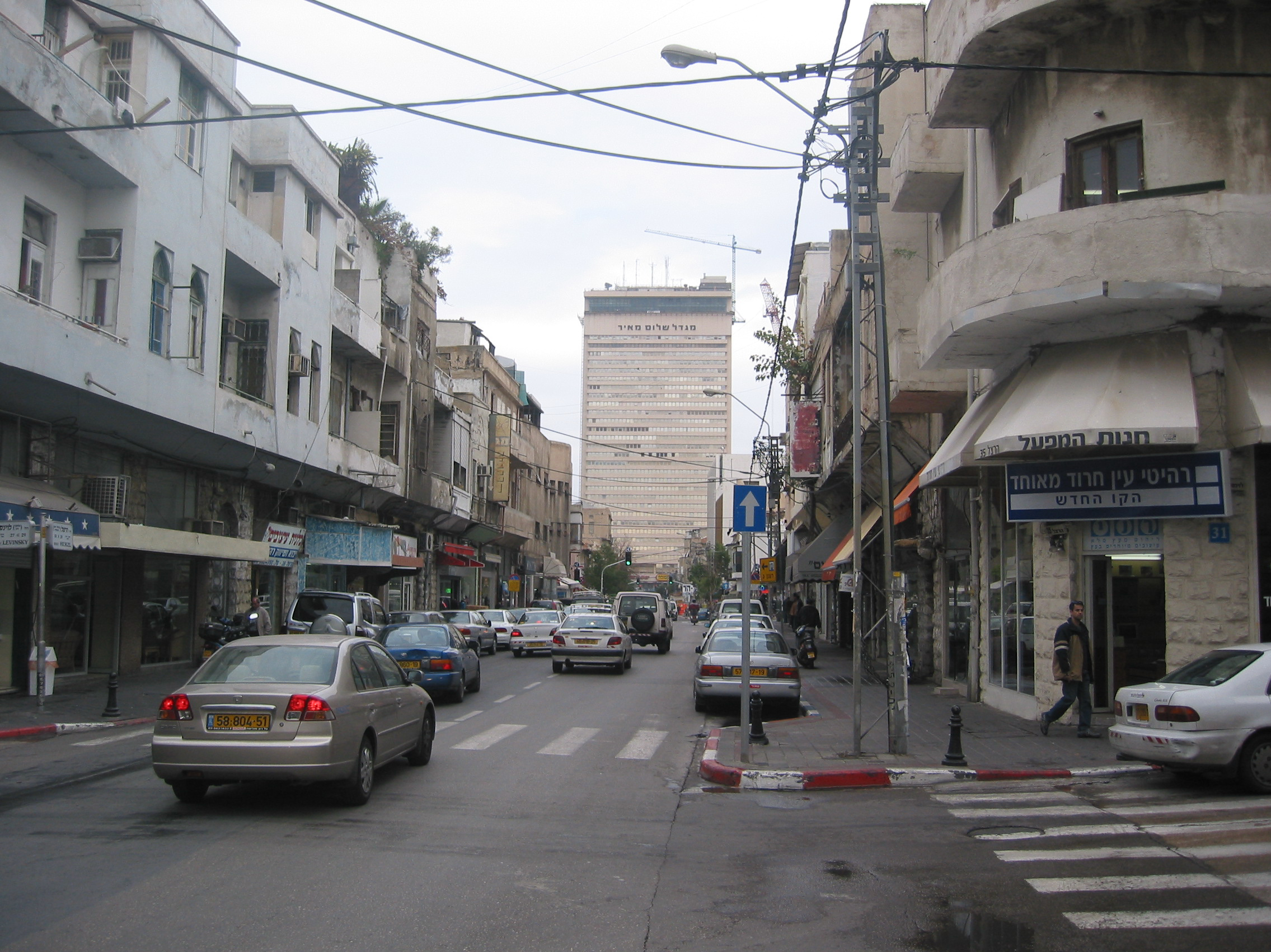
البرج كما يبدو من شارع هرتسل عام 2007م .
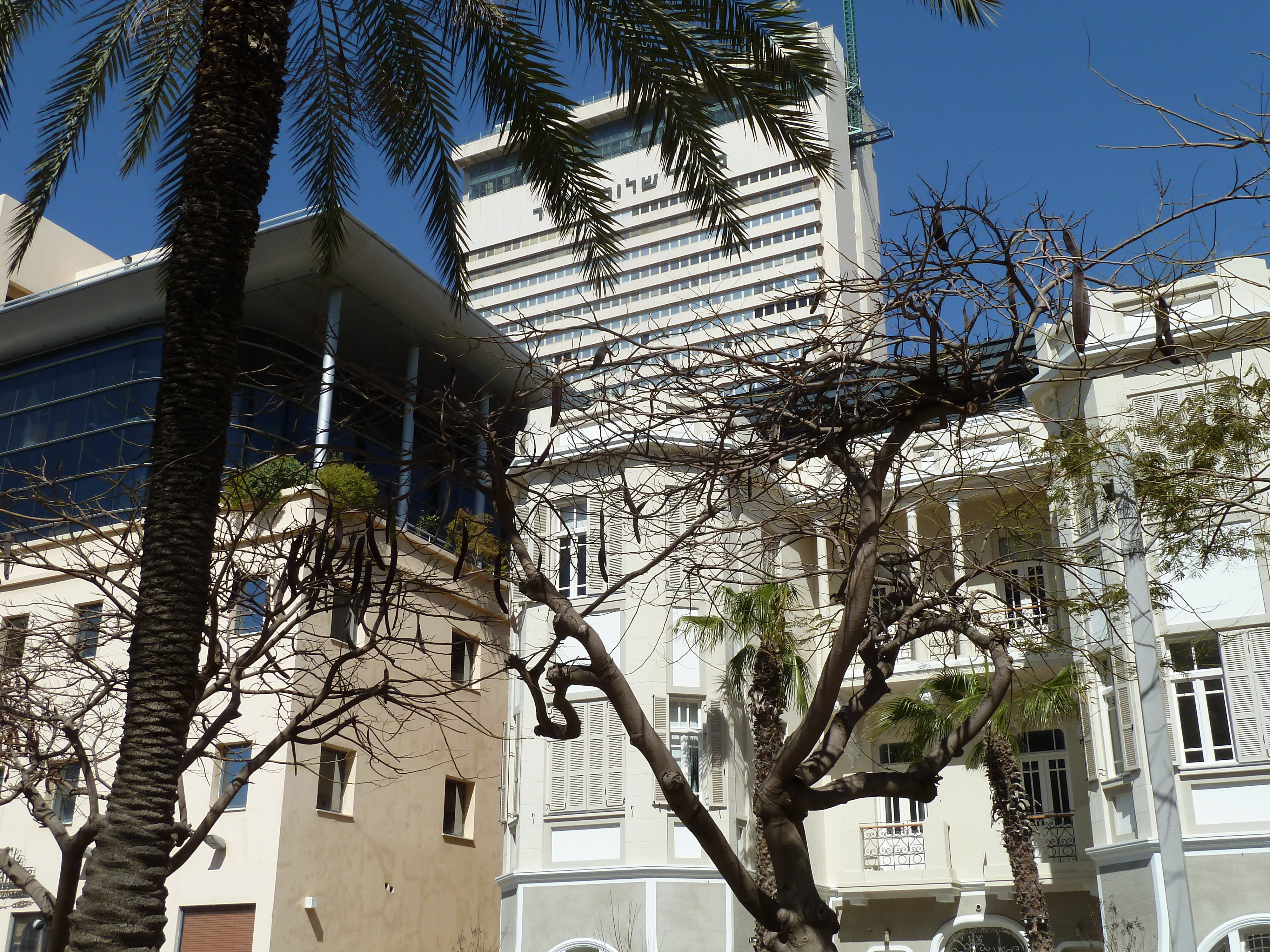
البرج كما يبدو من شارع روتشيلد.